# Tembagapura Timika Airport
Tembagapura Timika Airport (engelska: Mozes Kilangin Airport, indonesiska: Bandar Udara Mozes Kilangin) är en flygplats i Indonesien.   Den ligger i provinsen Papua, i den östra delen av landet, 3 300 km öster om huvudstaden Jakarta. Tembagapura Timika Airport ligger 32 meter över havet.
Terrängen runt Tembagapura Timika Airport är platt. Runt Tembagapura Timika Airport är det glesbefolkat, med 11 invånare per kvadratkilometer. I omgivningarna runt Tembagapura Timika Airport växer i huvudsak städsegrön lövskog.